# Ultima delle grandi potenze

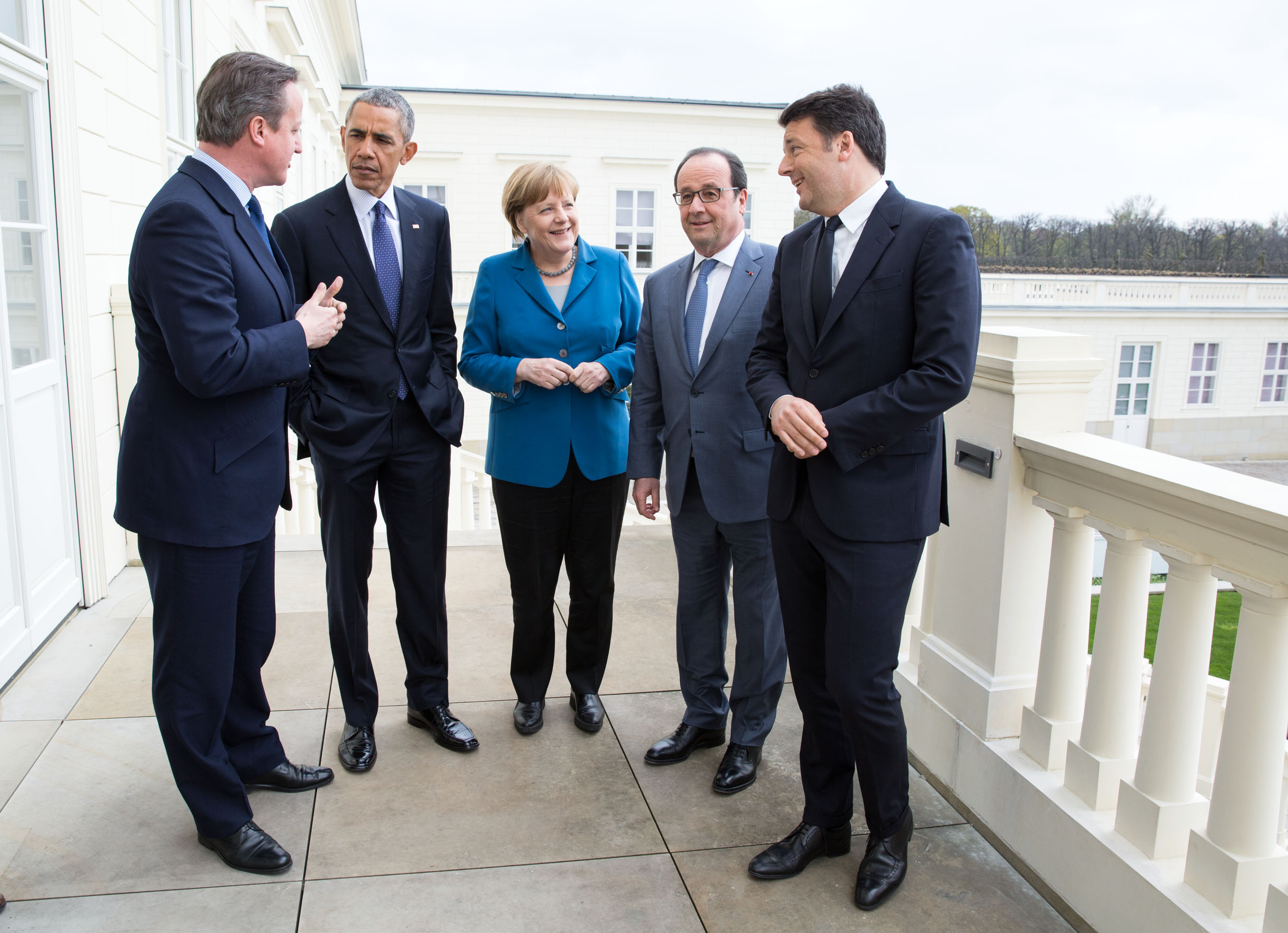
Il "Quintetto" NATO nel 2016 (da sinistra a destra: David Cameron, Barack Obama, Angela Merkel, François Hollande e Matteo Renzi).

"Ultima delle grandi potenze" è una definizione adoperata per descrivere lo status internazionale dell'Italia come grande potenza. Il concetto ha cominciato a prendere forma in seguito all'unificazione nazionale nella seconda metà del XIX secolo, quando l'Italia è entrata a far parte del Concerto europeo. Al giorno d'oggi, l'Italia è membro di numerosi gruppi internazionali come il G7, il Quintetto NATO, l'EU3 (che comprende, oltre all'Italia, gli altri due grandi membri fondatori dell'Unione Europea: Francia e Germania) e altri.
L'Italia è inoltre una delle più grandi economie mondiali, uno degli investitori principali delle Nazioni Unite e dell'Unione Europea, il paese capofila del gruppo Uniting for Consensus e uno degli Stati di maggiore importanza per l'ONU in relazione ai servizi marittimi, al trasporto aereo e allo sviluppo industriale.
Altri termini utilizzati per descrivere il ruolo dell'Italia nella politica globale sono "goffa grande potenza", "grande potenza intermittente" e "piccola grande potenza".

## Caratteristiche dell'Italia
Alcuni dei punti di forza dell'Italia in virtù di grande potenza sono sicuramente la sua florida e avanzata economia (in termini di ricchezza, reddito pro capite e PIL nazionale), una forte industria manufatturiera (8ª per produzione a livello mondiale, secondo i dati del 2023), un grande mercato di beni di lusso, un alto bilancio pubblico e la terza riserva monetaria del mondo; inoltre, l'Italia è tra i Paesi con più diritti speciali di prelievo e potere di voto all'interno del Fondo Monetario Internazionale.
Il Paese è inoltre una superpotenza culturale grazie al suo patrimonio artistico e alla sua influenza culturale. Ha legami stretti con il resto del mondo cattolico in quanto ospita al suo interno l'enclave della Città del Vaticano.
L'Italia gioca un ruolo chiave nello scenario mediterraneo e nel mantenimento della sicurezza internazionale all'interno della regione, monitorando lo spazio aereo per conto dei suoi alleati e guidando operazioni militari multinazionali. Ciò ha portato allo sviluppo delle capacità militari italiane, con la costruzione di due portaerei (la Giuseppe Garibaldi e la Cavour) e di alcune basi militari in territori esteri. La Marina Militare italiana è stata la prima nel mondo a lanciare un missile balistico a raggio intermedio, un UGM-27 Polaris lanciato dalla Giuseppe Garibaldi.
Il Paese ospita inoltre due basi nucleari (Aviano e Ghedi) nell'ambito del programma di condivisione nucleare della NATO e in virtù di ciò, possiede una capacità di deterrenza nucleare. Secondo Francesco Cossiga, Presidente della Repubblica Italiana dal 1985 al 1992, la strategia dell'Italia durante la Guerra Fredda prevedeva un attacco nucleare contro la Cecoslovacchia e l'Ungheria, nell'eventualità che l'Unione Sovietica avesse attaccato la NATO. Cossiga ha inoltre riconosciuto la presenza di armi nucleari statunitensi sul suolo italiano e non ha escluso la possibile presenza di testate britanniche e anche francesi. L'Italia aveva anche intrapreso un proprio programma nucleare militare segreto e un altro in collaborazione con Francia e Germania, prima di abbandonare entrambi i progetti in seguito all'adesione al programma di condivisione nucleare.
L'Italia contribuisce alla ricerca scientifica e gestisce alcune basi scientifiche permanenti in Antartide. È parte dell'Agenzia spaziale europea (ESA) di cui è uno dei maggiori collaboratori e controlla il centro spaziale Luigi Broglio in Kenya. Ha sviluppato il vettore spaziale Vega, utilizzato ad esempio per il lancio dell'Intermediate eXperimental Vehicle (IXV), un progetto gestito e largamente finanziato dall'Italia stessa. In seguito, ha sviluppato il vettore Vega C, evoluzione del Vega.
Le debolezze dell'Italia consistono in problemi strutturali come l'instabilità politica interna, l'alto debito pubblico, la produttività in calo, la bassa crescita economica – in particolare negli ultimi dieci anni – e un significativo divario socio-economico tra Nord e Sud.

## Storia
In seguito agli eventi del Risorgimento, l'Italia unita fu riconosciuta come la "sesta grande potenza" da Austria, Prussia, Francia, Russia e Gran Bretagna. Nel 1871, anno dello spostamento della capitale italiana da Firenze a Roma, l'Italia venne ammessa all'interno del Concerto europeo come firmataria del Trattato di Londra. Nel 1882, formò la Triplice Alleanza con la Germania e l'Austria; nello stesso anno, la città portuale eritrea di Assab passò sotto il controllo del governo italiano, diventando il primo territorio oltremare del Paese.

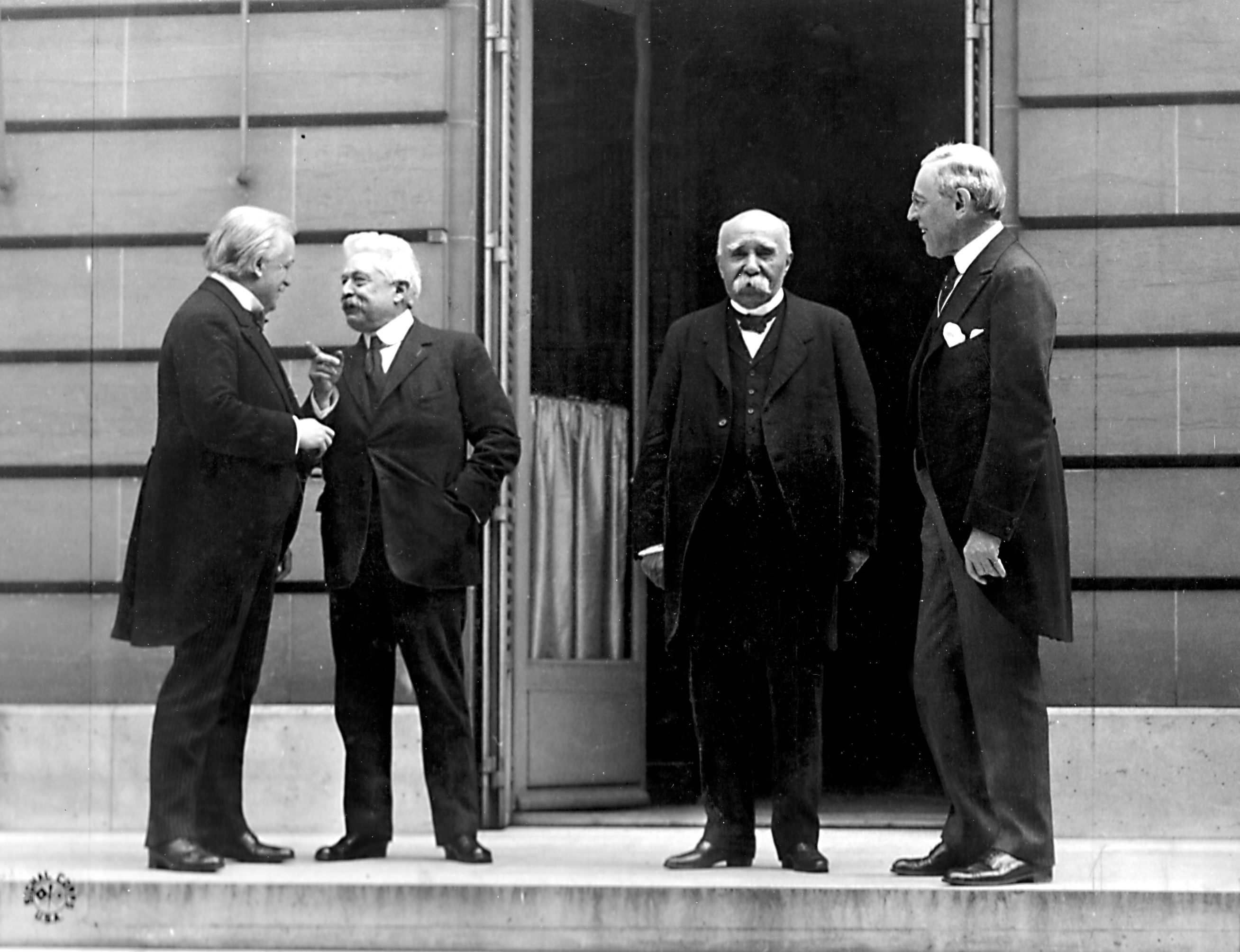
I "Grandi Quattro" della prima guerra mondiale alla conferenza di pace di Parigi del 1919 (da sinistra a destra: David Lloyd George, Vittorio Emanuele Orlando, Georges Clemenceau e Woodrow Wilson).

L'Italia sconfisse l'Impero ottomano durante la Guerra di Libia, tra il 1911 e il 1912. Nel 1914, il Regno possedeva l'Eritrea, un esteso protettorato in Somalia e l'autorità politica sulla Libia, in precedenza turca. Fuori dal continente africano, gli altri territori coloniali italiani comprendevano una concessione territoriale a Tientsin, in Cina, e l'arcipelago del Dodecaneso al largo della costa turca.
In seguito all'offensiva austriaca e all'inizio della prima guerra mondiale, l'Italia decise di partecipare al conflitto schierandosi con la Triplice Intesa (Francia, Gran Bretagna, Russia; in seguito anche Stati Uniti e Giappone) e abbandonando di fatto la precedente alleanza con Germania e Austria. Durante la guerra, l'Italia occupò i territori meridionali dell'Albania per evitare che cadessero sotto il dominio austro-ungarico. Nel 1917, stabilì un protettorato in Albania che durò fino al 1920. L'Italia sconfisse l'Impero austro-ungarico a Vittorio Veneto nel 1918 e divenne uno dei membri permanenti del Consiglio della Società delle Nazioni.
Con l'ascesa di Benito Mussolini nel 1922, il governo fascista espresse l'intenzione di espandere l'impero coloniale italiano e di assecondare la causa irredentista. Tra il 1935 e il 1936, con la campagna d'Etiopia, l'Italia conquistò l'impero etiope e lo unì alle restanti colonie del Corno d'Africa per fondare l'Africa Orientale Italiana. Nel 1939, invase e annesse l'Albania.
Nella seconda guerra mondiale, l'Italia combatté al fianco dell'Asse (Germania e Giappone) e, in seguito all'armistizio di Cassibile e all'invasione tedesca, al fianco degli Alleati.

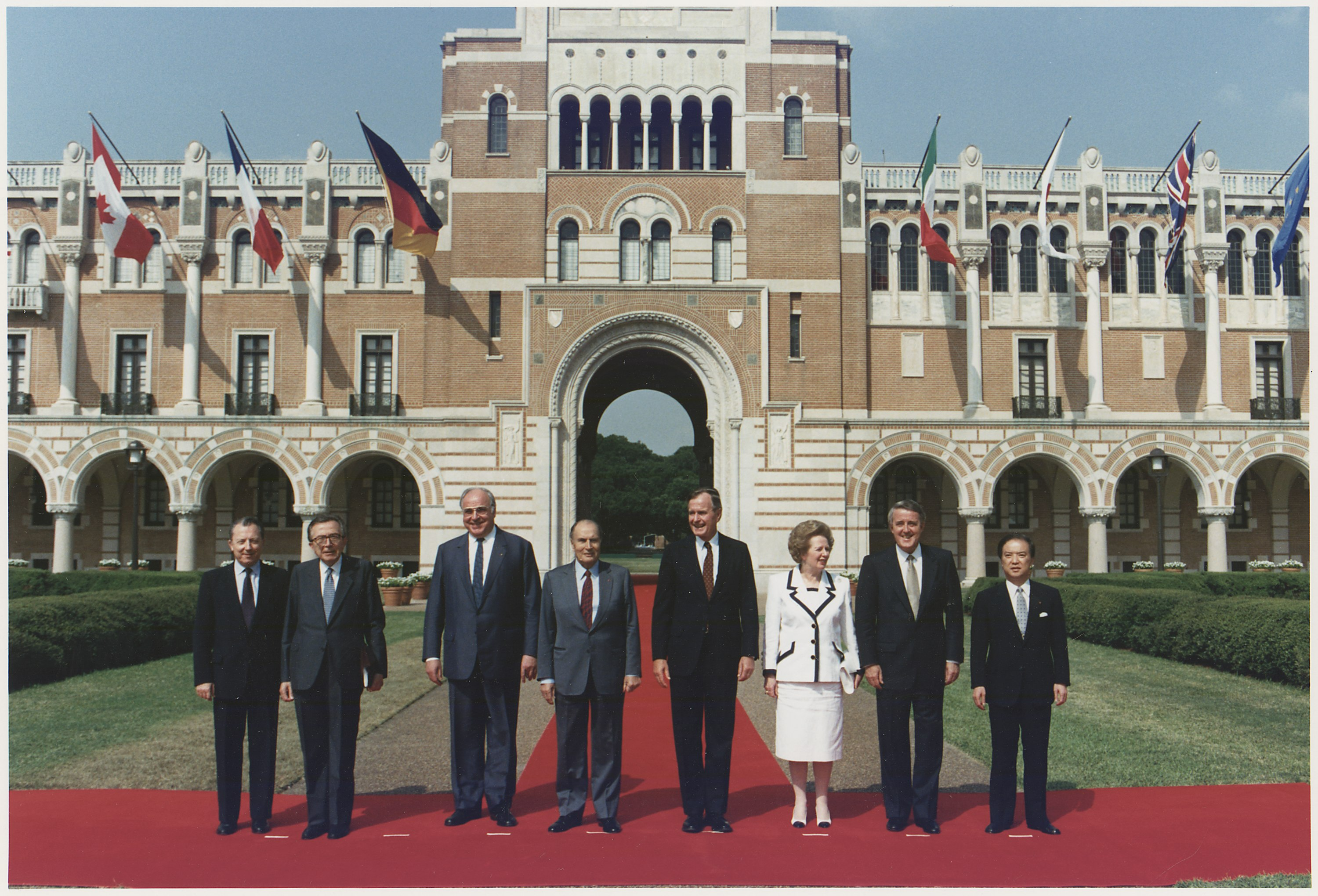
Leader internazionali al vertice del G7 tenutosi a Houston nel 1990 (da sinistra a destra: Jacques Delors, Giulio Andreotti, Helmut Kohl, François Mitterrand, George H. W. Bush, Margaret Thatcher, Brian Mulroney e Toshiki Kaifu).

In seguito alla guerra civile italiana e al disastro economico causato dal conflitto mondiale, l'Italia sperimentò un miracolo economico, promosse l'unità europea, entrò nella NATO e divenne un membro attivo dell'Unione Europea. Con l'indipendenza somala del 1960, l'esperienza coloniale italiana – durata soltanto ottant'anni – giunse al termine.
Per gran parte della seconda metà del XX secolo, la Democrazia Cristiana dominò lo scenario politico italiano, portando avanti una politica estera volta al rafforzamento del dialogo tra l'Occidente e l'Oriente. Ciò portò l'Italia a instaurare legami con il mondo arabo e l'Unione Sovietica, nonostante la sua appartenenza al cosiddetto "mondo libero".
Nel 1962, l'allora Presidente del Consiglio Amintore Fanfani favorì il compromesso tra Stati Uniti e Unione Sovietica durante la crisi dei missili di Cuba, rimuovendo i missili balistici Jupiter dal territorio italiano. Negli anni '70, il ministro degli Esteri Aldo Moro firmò un patto segreto (noto come Lodo Moro) con l'Organizzazione per la Liberazione della Palestina (OLP), annullando lo status speciale garantito al Mossad israeliano da Alcide De Gasperi.

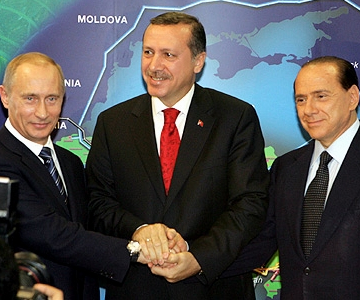
Silvio Berlusconi con i presidenti Putin ed Erdoğan

Negli anni '80, sotto i governi Craxi I e II, l'Italia ha assunto un ruolo più decisivo come potenza regionale nel Mediterraneo. Nel 1986, Bettino Craxi avvertì il rais libico Gheddafi dell'imminente attacco statunitense, permettendogli così di sopravvivere, e ordinò ai servizi segreti italiani di organizzare un colpo di stato in Tunisia per garantire l'insediamento di Ben Ali come nuovo presidente.
Giulio Andreotti fu l'ultimo Presidente del Consiglio "democristiano" e nonostante la sua contrarietà all'unificazione tedesca, divenne uno dei padri del Trattato di Maastricht, insieme al cancelliere tedesco Helmut Kohl e al presidente francese François Mitterrand.
Nell'arco dei suoi quattro governi dal 1994 al 2011, Silvio Berlusconi ha intessuto rapporti personali, oltreché con il presidente russo Vladimir Putin, anche con il presidente americano George W. Bush, il presidente turco Recep Tayyip Erdoğan, il presidente egiziano Hosni Mubarak e Gheddafi, con cui nel 2008 ha firmato un contratto di amicizia e cooperazione tra Italia e Libia (il Trattato di Bengasi).